# بيفل بيرجمان
بيفل بيرجمان (بالتشيكية: Pavel Bergmann)‏ هو مؤرخ تشيكي، ولد في 14 فبراير 1930 في براغ في التشيك، وتوفي بنفس المكان في 17 أبريل 2005.